# Municipio de Jones (condado de Scott)
El municipio de Jones (en inglés: Jones Township) es un municipio ubicado en el condado de Scott en el estado estadounidense de Arkansas. En el año 2010 tenía una población de 99 habitantes y una densidad poblacional de 3,82 personas por km².

## Geografía
El municipio de Jones se encuentra ubicado en las coordenadas 34°53′3″N 93°44′19″O / 34.88417, -93.73861. Según la Oficina del Censo de los Estados Unidos, el municipio tiene una superficie total de 25.92 km², de la cual 25,72 km² corresponden a tierra firme y (0,76 %) 0,2 km² es agua.

## Demografía
Según el censo de 2010, había 99 personas residiendo en el municipio de Jones. La densidad de población era de 3,82 hab./km². De los 99 habitantes, el municipio de Jones estaba compuesto por el 92,93 % blancos, el 1,01 % eran afroamericanos, el 2,02 % eran asiáticos y el 4,04 % eran de una mezcla de razas. Del total de la población el 0 % eran hispanos o latinos de cualquier raza.